# NINTENDO 64 Nintendo Classics
『NINTENDO 64 Nintendo Classics』（ニンテンドウろくじゅうよん ニンテンドー クラシックス）は、任天堂が2021年10月26日に配信を開始したNintendo Switch用ゲームソフト。有料オンラインサービスであるNintendo Switch Online + 追加パックの加入者向けに追加料金無しで提供されている。

## 概要
NINTENDO 64のゲームソフトが提供開始時点では8本（海外版では9本）収録されており、今後も不定期で追加される。大まかな基本機能は『ファミリーコンピュータ Nintendo Switch Online』などと同じである（後述）。
2023年11月30日にはCERO DとZのタイトルを収録した『NINTENDO 64 Nintendo Switch Online 18+』が配信された。海外版も同様に一部レーティングタイトルに対応の『Nintendo 64 – Nintendo Switch Online: MATURE 17+』が現地時間の2024年6月18日から配信された。
2025年6月4日には本ソフトの名称が、翌5日発売のNintendo Switch 2に併せて、旧『NINTENDO 64 Nintendo Switch Online』から現在の名称に変更された（『18+』なども含む）。
同日より、タイトルごとの操作説明やキーコンフィグが追加されたほか、アナログフィルターと巻き戻し機能がNintendo Switch 2のみに追加された。

## 収録タイトル

### 2021年
| 配信開始日 | タイトル                  | 販売メーカー           | 備考                         |
| ---------- | ------------------------- | ---------------------- | ---------------------------- |
| 10月26日   | スーパーマリオ64          | 任天堂                 | [ 注 1 ]                     |
| 10月26日   | スターフォックス64        | 任天堂                 |                              |
| 10月26日   | ゼルダの伝説 時のオカリナ | 任天堂                 |                              |
| 10月26日   | 罪と罰 地球の継承者       | 任天堂                 | 海外でも日本版をそのまま配信 |
| 10月26日   | マリオカート64            | 任天堂                 |                              |
| 10月26日   | マリオテニス64            | 任天堂                 |                              |
| 10月26日   | ヨッシーストーリー        | 任天堂                 |                              |
| 10月26日   | WIN BACK                  | コーエーテクモゲームス |                              |
| 10月26日   | Dr. Mario 64              | Nintendo               | 海外のみ                     |
| 12月10日   | マリオストーリー          | 任天堂                 |                              |

### 2022年
| 配信開始日 | タイトル                     | 販売メーカー      | 備考     |
| ---------- | ---------------------------- | ----------------- | -------- |
| 01月21日   | バンジョーとカズーイの大冒険 | Xbox Game Studios |          |
| 02月25日   | ゼルダの伝説 ムジュラの仮面  | 任天堂            |          |
| 03月11日   | F-ZERO X                     | 任天堂            |          |
| 04月15日   | マリオゴルフ64               | 任天堂            |          |
| 05月20日   | 星のカービィ64               | 任天堂            |          |
| 06月24日   | ポケモンスナップ             | 任天堂            |          |
| 07月15日   | カスタムロボ                 | 任天堂            | 日本のみ |
| 07月15日   | カスタムロボ V2              | 任天堂            | 日本のみ |
| 07月15日   | Pokémon Puzzle League        | Nintendo          | 海外のみ |
| 08月19日   | ウエーブレース64             | 任天堂            | [ 注 1 ] |
| 10月13日   | パイロットウイングス64       | 任天堂            |          |
| 11月02日   | マリオパーティ               | 任天堂            |          |
| 11月02日   | マリオパーティ2              | 任天堂            |          |

### 2023年
| 配信開始日 | タイトル                                        | 販売メーカー      | 備考                                  |
| ---------- | ----------------------------------------------- | ----------------- | ------------------------------------- |
| 04月12日   | ポケモンスタジアム2                             | 任天堂            |                                       |
| 08月08日   | ポケモンスタジアム金銀 クリスタルバージョン対応 | 任天堂            |                                       |
| 08月30日   | エキサイトバイク64                              | 任天堂            |                                       |
| 10月27日   | マリオパーティ3                                 | 任天堂            |                                       |
| 11月30日   | ゴールデンアイ 007                              | 任天堂            | 『18+』のみ 海外では同年1月27日に配信 |
| 11月30日   | スターツインズ                                  | Xbox Game Studios | 『18+』のみ 海外では同年12月8日に配信 |
| 12月08日   | テン・エイティ スノーボーディング               | 任天堂            |                                       |
| 12月08日   | 牧場物語2                                       | マーベラス        |                                       |

### 2024年
| 配信開始日 | タイトル                      | 販売メーカー            | 備考                      |
| ---------- | ----------------------------- | ----------------------- | ------------------------- |
| 04月24日   | ブラストドーザー              | 任天堂                  | 海外では同年2月21日に配信 |
| 04月24日   | Extreme G                     | Throwback Entertainment | 海外のみ                  |
| 04月24日   | Iggy's Reckin' Balls          | Throwback Entertainment | 海外のみ                  |
| 06月18日   | パーフェクトダーク            | Xbox Game Studios       | 『18+』のみ               |
| 10月25日   | バンジョーとカズーイの大冒険2 | Xbox Game Studios       |                           |
| 10月28日   | SHADOW MAN                    | Nightdive Studios       | 海外『M17+』のみ          |

### 2025年
| 配信開始日 | タイトル                                | 販売メーカー      | 備考                                                   |
| ---------- | --------------------------------------- | ----------------- | ------------------------------------------------------ |
| 01月31日   | 時空戦士テュロック                      | Nightdive Studios | 『18+』のみ 海外『M17+』では2024年6月18日に配信        |
| 01月31日   | バイオレンスキラー TUROK NEW GENERATION | Nightdive Studios | 『18+』のみ 海外『M17+』では2024年10月28日に配信       |
| 05月16日   | Ridge Racer 64                          | 任天堂            | 日本でも海外版をそのまま配信 海外では同年1月31日に配信 |
| 05月16日   | KILLER INSTINCT GOLD                    | Xbox Game Studios | 海外のみ                                               |